# Lepidodactylus pollostos
Lepidodactylus pollostos — вид геконоподібних ящірок родини геконових (Gekkonidae). Ендемік Індонезії. Описаний у 2020 році.

## Поширення і екологія
Lepidodactylus pollostos є ендеміками острова Салаваті в архіпелазі Раджа-Ампат. Вони живуть у вологих рівнинних тропічних лісах.